# Saint-Patrice-du-Désert
Saint-Patrice-du-Désert è un comune francese di 195 abitanti situato nel dipartimento dell'Orne nella regione della Normandia.

## Storia

### Simboli
Lo stemma è stato adottato dal comune il 28 giugno 2022.

## Società

### Evoluzione demografica
Abitanti censiti